# Acacia floribunda
Acacia floribunda là một loài thực vật có hoa trong họ Đậu. Loài này được (Vent.) Willd. miêu tả khoa học đầu tiên.